# Monastero di Pantanassa

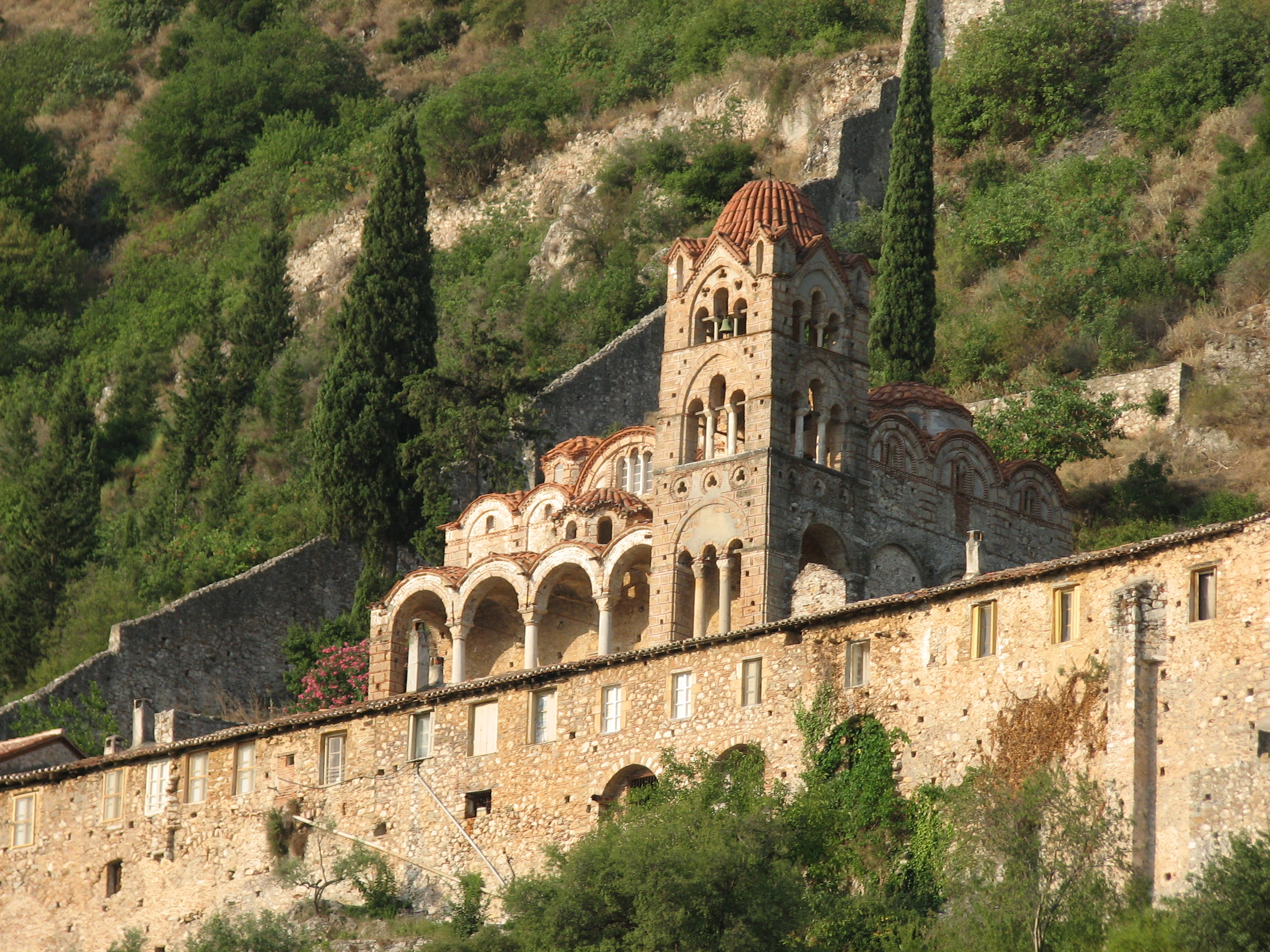
Veduta del monastero di Pantanassa

Il monastero di Pantanassa (in greco Μονή Παντανάσσης?) è un monastero dedicato alla Madre di Dio Pantanassa nella città bizantina di Mistra nel Peloponneso (Grecia).

## Storia
Il monastero fu fondato nel XV secolo da Giovanni Frangopulo, un alto funzionario del despotato di Morea. Secondo un'iscrizione, la consacrazione della chiesa ebbe luogo nel settembre 1428.
A metà del XIX secolo fu convertito da un monastero di monaci a un convento di suore della Chiesa greco-ortodossa. È l'unico monastero ancora attivo a Mistra. Le suore lo gestiscono in gran parte in modo indipendente, cioè coltivano e lavorano i loro prodotti da sole.

## Descrizione
Il monastero è composto da numerosi edifici: la chiesa principale, chiostri, un refettorio, una cucina, bagni, magazzini, una cisterna, un ospedale, stanze per gli ospiti e numerosi altri edifici agricoli.
La chiesa principale forma il centro del monastero, e l'edificio è stato costruito sotto l'influenza degli stili architettonici dell'Europa occidentale, specialmente il gotico. Gli altri edifici erano disposti intorno alla chiesa e l'intero complesso era protetto da una cinta muraria.

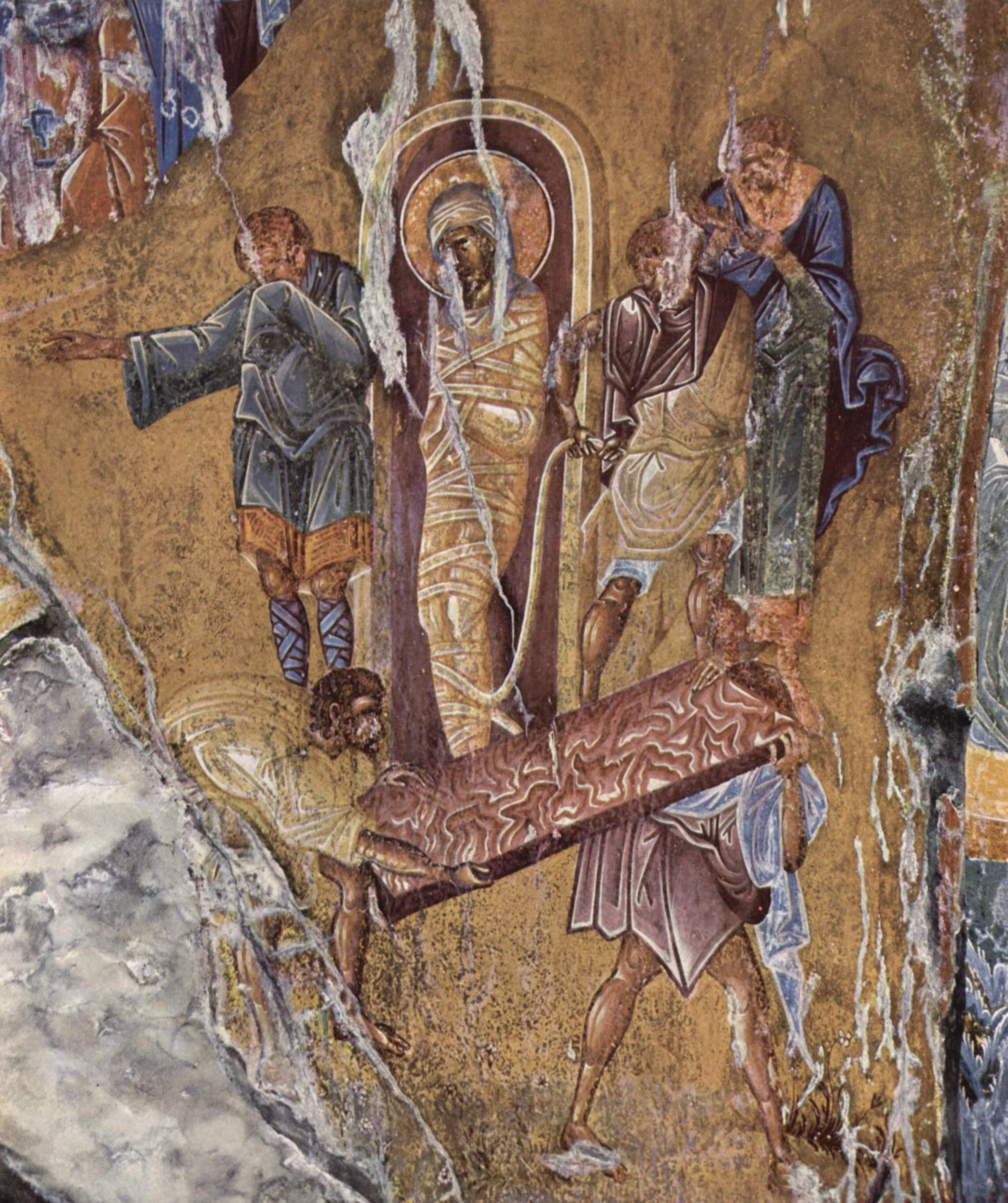
Affresco all'interno della chiesa: La risurrezione di Lazzaro

La chiesa del monastero contiene dipinti murali molto ben conservati che rappresentano scene bibliche e santi, realizzati da pittori bizantini per lo più nella metà del XV secolo, quindi databili all'epoca dei Paleologi.